# Данилович, Ян
Ян Данилович (пол. Jan Daniłowicz, укр. Ян (Іван) Данилович; 1570? — 1628) — государственный и военный деятель Речи Посполитой, воевода русский (1613—1628), каштелян львовский с 1612 года, кравчий великий коронный с 1600 года, подчаший великий коронный, ловчий белзский, староста белзский, бужский, корсуньский и чигиринский, дедич олеский.

## Биография
Происходил из древнего русского рода Даниловичей, герба «Сас» известного на Червоной Руси с времён короля Данилы Галицкого. Младший сын хорунжего львовского Станислава Даниловича (ок. 1520—1577) и Катаржины Тарло (ок. 1535—1582/1583).
В молодости воевал с крымскими татарами. В 1594-1596 годах принимал участие в подавлении казацко-крестьянского восстания под руководством Северина Наливайко. Был кравчим польской королевы Анны Австрийской. Во времена антикоролевского рокоша под руководством Николая Зебжидовского (1606—1609) Ян Данилович был посредником в заключении договора в Яновце.
Подарил село Суботов своему казацкому сотнику Михайлу Хмельницкому, отцу Богдана-Зиновия Хмельникого.
В 1616 году Ян Данилович основал город Крылов «на шляху татарском».
В 1625 году Ян Данилович принимал участие в Битве на Куруковом озере.

## Семья
- Брат — Николай Данилович из Журова, великий коронный подскарбий.
- Племянник — Ян-Николай Данилович, подскарбий великий коронный

Был дважды женат. В 1594 году первым браком женился на Катарине Красицкой, от брака с которой имел трёх дочерей. В 1605 году вторично женился на Софии Жолкевской (ок. 1590—1634), дочери гетмана великого коронного Станислава Жолкевского и Регины Гербут, от брака с которой имел двух сыновей и дочь.

### Дети от первого брака
- Катерина Данилович — выдана за старосту медицкого, ротмистра Андрея Фирлея.
- Дорота Магдалина (1600?-1685) — трёхлетней отдана в львовский монастырь бенедиктинок, с 1640 года аббатиса монастыря.
- Марциана Конецпольская (1600?—1646) — с 1620/21 замужем за полковником Стефаном Конецпольским. Из-за отказа отца дать разрешение на брак с Марцианой покончил жизнь Адам Жолкевский.

### Дети от второго брака
- Станислав Данилович (1611—1636) — староста корсуньский и чигиринский, со своим отрядом окружён мурзой Кантемиром, был взят в плен и казнён.
- Ян Данилович — умер 22 сентября 1618 года.
- София Теофилия (1607—1661) — с 1627 года замужем за Якубом Собеским. Мать короля Речи Посполитой Яна ІІІ Собеского.